# Eprhopalotus purpureithorax
Eprhopalotus purpureithorax är en stekelart som beskrevs av Girault 1916. Eprhopalotus purpureithorax ingår i släktet Eprhopalotus och familjen finglanssteklar. Inga underarter finns listade i Catalogue of Life.